# Peter Kelleter
Peter Kelleter CSSp (* 14. Januar 1908 in Bardenberg; † 7. Januar 1991 in Bethlehem) war ein deutscher Ordensgeistlicher und römisch-katholischer Bischof von Bethlehem.

## Leben
Er empfing am  28. April 1935 die Priesterweihe.
Papst Pius XII. ernannte ihn am 12. März 1950 zum Apostolischen Vikari von Bethlehem und Titularbischof von Sigus. Die Bischofsweihe spendete ihm der Erzbischof von Köln, Josef Kardinal Frings, am 29. Juni desselben Jahres; Mitkonsekratoren waren Friedrich Hünermann, Weihbischof in Aachen, und José Hascher CSSp, Prälat von Juruá. 
Mit der Erhebung des Vikariats Bethlehem zum Bistum am 11. Januar 1951 wurde er der erste Bischof des neuen Bistums. Er nahm an allen vier Sitzungsperioden des Zweiten Vatikanischen Konzils in Rom als Konzilsvater teil. Am 5. Juli 1975 trat er von seinem Amt zurück.